# 卓勒巴爾斯汗
卓勒巴爾斯汗（1690年—1740年4月5日），哈薩克汗國大玉茲可汗。

## 生平
他的父親是阿卜杜拉蘇丹，祖父是塔什干統治者圖爾蓀·穆罕默德汗。
1723 年，卓勒巴爾斯作為大玉茲的可汗，被迫代表他控制下的塔什干的部族和居民承認他對準噶爾汗國的依賴。1726年秋天，他參加了在巴達姆河上的奧爾達巴希地區舉行的全哈薩克代表大會。1720年代末，在準噶爾汗策妄阿拉布坦與清帝國之間的戰爭中，卓勒巴爾斯斯汗獲得了事實上的獨立。然而，在1734-1735 年，新的準噶爾渾台吉噶爾丹策零再次迫使卓勒巴爾斯承認他的臣服地位。
卓勒巴爾斯也試圖與俄羅斯建立聯繫，但實際上沒有成功：大玉茲的土地仍然離俄羅斯的勢力範圍太遠。1738年，他給俄羅斯政府寫了一封信，表示他打算接受俄羅斯公民身份。1738年9月，安娜·伊凡诺芙娜皇后致信卓勒巴爾斯汗，確認接受他公民身份請求。然而，準噶爾渾台吉的阻撓以及俄羅斯與大玉茲之間缺乏密切關係，並沒有幫助實現卓勒巴爾斯的願望。
1739 年，卓勒巴爾斯與中玉茲阿布賚可汗結盟，領導了反對準噶爾統治的武裝鬥爭。一起解放了塔什干和賽拉姆等城市。
1740年4月5日，他在塔什干清真寺被當地的和卓殺害被埋葬在突厥斯坦城。